# Lega di Dessau
La Lega di Dessau (conosciuta anche come l'Alleanza di Dessau) è stata una associazione dei sovrani cattolici nel nord della Germania di breve durata, durante il periodo della Riforma Luterana tedesca. I suoi obiettivi erano di fermare sia la ribellione che la proliferazione degli insegnamenti di Martin Lutero. La Lega è stata fondata a Dessau il 19 luglio 1525 e fu guidata dalla vedova e reggente principessa del Ducato di Münsterberg (Ducati della Slesia), Margherita di Münsterberg, di stretta osservanza cattolica.

## Contesto storico
La Lega è stata fondata un paio di settimane dopo la Battaglia di Frankenhausen in Turingia, dove i contadini in rivolta erano stati sopraffatti. Questo ha suggerito ai sovrani cattolici che un giro di vite contro il protestantesimo poteva essere possibile. Anche se ha avuto un atteggiamento più amichevole verso la persona di Martin Lutero, la principessa temeva una ripetizione delle rivolte contadine nel suo paese, così ha convocato la Lega, anche contro la volontà dei suoi figli.
All'interno dell'Anhalt, l'alleanza è stata limitata al Principato di Anhalt-Dessau, perché i principati vicini di Anhalt-Köthen e Anhalt-Bernburg si erano convertiti al luteranesimo nel 1525 e nel 1526; il secondo ed il terzo paese al mondo a farlo, dopo l'Elettorato di Sassonia. Anhalt-Dessau ha fatto seguito nel 1534, sotto il figlio di Margaret, Giorgio III di Anhalt-Dessau, dopo la morte di Margaret nel 1530.

## Conseguenze
I principi protestanti hanno risposto formando la Lega di Torgau.
La Lega di Dessau non ha avuto molto effetto. La Lega non è riuscita a motivare i principi cattolici nel sud del Sacro Romano Impero per farli aderire. Durante la prima Dieta di Spira nel 1526, i seguaci di entrambe le fedi hanno tentato di concordare un compromesso politico. L'Editto di Worms è stato abrogato. La decisione è stata presa per tollerare la nuova fede fino a quando un Sinodo non avesse potuto risolvere le differenze religiose.

## Membri
I membri dell'alleanza includono:
- Duca Giorgio di Sassonia
- Principe elettore Gioacchino I Nestor della Marca di Brandeburgo
- Alberto di Hohenzollern (o di Brandeburgo), Arcivescovo di Magonza e Magdeburgo
- Duca Eric I di Brunswick-Calenberg-Göttingen
- Enrico II, duca di Brunswick-Lüneburg e principe di Brunswick-Wolfenbüttel